# Tongoloa
Tongoloa là chi thực vật có hoa trong họ Apiaceae.